# Alojzy Feliński
Alojzy Feliński (Luc'k, 1771 – Kremenec', 1820) è stato uno scrittore e drammaturgo polacco, considerato uno dei maggiori esponenti del neoclassicismo polacco.

## Biografia

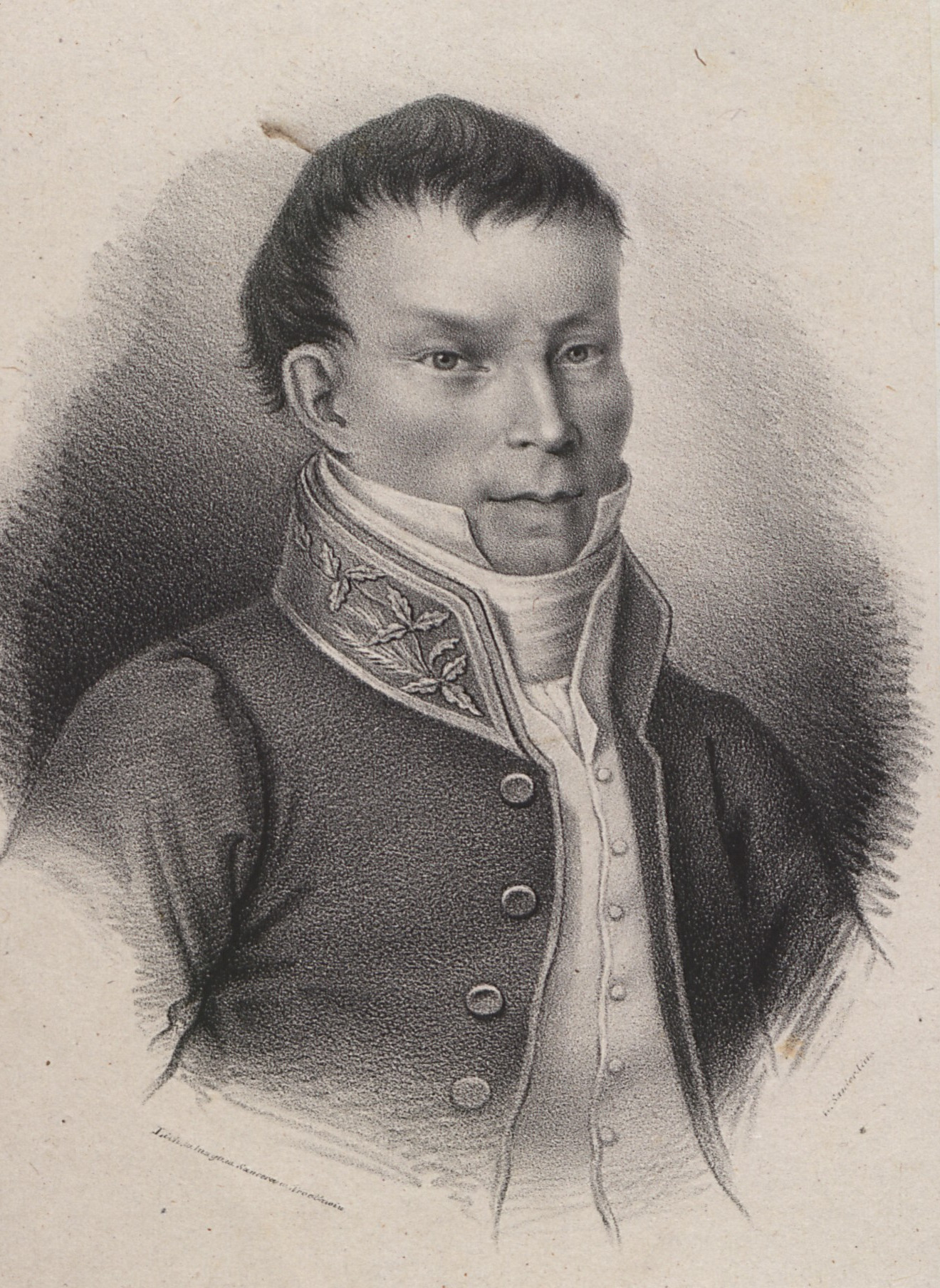
Alojzy Feliński

Durante la sua infanzia ebbe l'occasione di conoscere Tadeusz Czacki.
Effettuò studi di giurisprudenza dapprima a Dąbrowice e poi a Lublino. Nel 1789 partecipò al Seim di Varsavia, città dove strinse amicizia con importanti letterati, politici e patrioti polacchi.
Nei primi anni novanta del Settecento lavorò come precettore presso famiglie aristocratiche e si attivò durante la Insurrezione di Kościuszko, divenendo segretario del capo dei rivoltosi. Una volta fallita la ribellione, tornò in Volinia per ricominciare i suoi studi di letteratura francese.
Nel 1809 divenne membro della "Società degli amici delle Scienze". Due anni prima di morire ricevette l'incarico di insegnare al Kremenec' Liceum, istituto dove assunse il ruolo di direttore. Nel 1819 l'Università di Vilnius gli conferì il titolo di membro onorario.

## Opere
Se il talento dello scrittore si evidenziò già in giovane età, grazie al romanzo, ispirato a Voltaire, intitolato Gianni e Nico e alle tragedie Les Incas e Kora e Alonso, l'operetta del 1816 Il proprietario terriero, ovvero della proprietà terriera in Francia, influenzata da un'opera di Delille, lo rese ancora più noto, grazie alle pregevoli descrizioni della natura e della vita rurale.
Nello stesso anno ottenne grande successo il suo Inno per l'anniversario della proclamazione del Regno di Polonia.
Il suo lavoro che lo rese celebre, e che ancora oggi appare popolare e amato, fu la tragedia Barbara Radziwiłkowna (1811), ispirata alla vita della regina Barbara Radziwiłł, moglie di Sigismondo II Augusto. L'opera fu influenzata dai tragici francesi, soprattutto da Racine, e si caratterizzò per un'alta tensione drammatica e per un'acuta passione dei personaggi, che risultarono gli elementi basilari e dinamici dell'azione dell'opera.

## Opere principali
- Jasio i Mikołajek przez Woltera. Z francuskiej prozy wykład na rymy polskie, 1786;
- Kora i Alonzo (tragedia);
- Kodrus (tragedia),
- Do Zofii (poema giovanile);
- O przyjaźni w porównaniu jej z miłością, z okoliczności samobójstwa Ciszewskiego (poema giovanile);
- Do Stanisława Trembeckiego. Naśladowanie drugiej satyry Boalego o trudności rymowania (poema), 1805;
- Do Tadeusza Kościuszki nad Bastylią (poema), 1789;
- Myśli do projektu formy rządu co do szlachty mniej majętnej, 1790;
- Pochwała Kościuszki 1792;
- Pieśń ochotników (poema), 1794;
- Epigramma na powstanie Krakowa i Warszawy r. 1794, 1794;
- Do Franciszka Wiśniowskiego (poema), 1799;
- Do Tadeusza Czackiego (poema), 1803;
- Nagrobek Emilki (poema), 1805;
- Barbara Radziwiłłówna (tragedia), 1811;
- Radamiast i Zenobia  (tragedia), 1815;
- Wirginia  (tragedia), 1815;
- Hymn na rocznicę ogłoszenia Królestwa Polskiego, z woli Naczelnego Wodza Wojsku Polskiemu do śpiewu podany, 1816;
- Pisma własne i przekładania wierszem, 1816;
- Mowa inauguracyjna w dn. 1 września (1819) w Krzemieńcu miana;
- Wykład sposobu, jakim dawane być mają lekcje literatury polskiej w Krzemieńcu, 1819;
- Wykłady z literatury polskiej, miane w Liceum Krzemienieckim;
- Filozofujący rzut oka na dzieje starożytne;
- Opisanie ekonomiczne części Polesia w powiecie łuckim leżącej;
- Do Julisi (poema);
- Do Bartłomieja Giżyckiego, marszałka guberni wołyńskiej (poema).